# Lucilia pilosiventris
Lucilia pilosiventris este o specie de muște din genul Lucilia, familia Calliphoridae, descrisă de Kramer în anul 1910. Conform Catalogue of Life specia Lucilia pilosiventris nu are subspecii cunoscute.